# Оксалат
Оксалатът е органичен анион, емпиричната формула на който е C2O42-. Образува съединения, например метални соли и оксалова киселина.
Оксалатът е антикоагулант.